# Lärchenbäumchen
Junge Lärche auf einer Waldwiese oder kurz Lärchenbäumchen ist der Bildtitel eines Gemäldes von Franz Marc (1880–1916). Es gehört zu den Frühwerken des Malers und ist Bestandteil der Sammlung des Museums Ludwig in Köln.

## Geschichte
Franz Marc malte das Bild 1908, als er mit Maria Franck, seiner späteren zweiten Frau, in Lenggries war. Maria erzählt davon in einem Brief:

„Mein Mann hat es in Lenggries gemalt, in einer kleinen Schonung, die bestanden war von Lärchen und Tannenbäumchen... Wir zogen damals immer morgens zusammen zu dem ganz stillen, einsamen Studienplatz, fern vom Dorf, der in der prallen Sonne lag... So standen wir wochenlang dort und malten am selben Fleck – jeder suchte sich solch ein Bäumchen aus.“

Das Wallraf-Richartz-Museum erwarb das Bild 1934 von einer Kölner Kunsthandlung. 1976 überwies es das Bild an das damals neu gegründete Museum Ludwig.

## Beschreibung
Das Gemälde ist 100 cm hoch und 71 cm breit. Es wurde mit Ölfarbe auf Papier gemalt.
Es zeigt eine kleine, auf einer grasbewachsenen Lichtung stehende Lärche. Vorherrschende Farben sind gelbgrün bis grün. Das Bild zeigt den Einfluss von Vincent van Gogh, dessen Bilder Marc auf seiner Frankreichreise im Vorjahr kennengelernt hatte. 

## Ähnliche Bilder

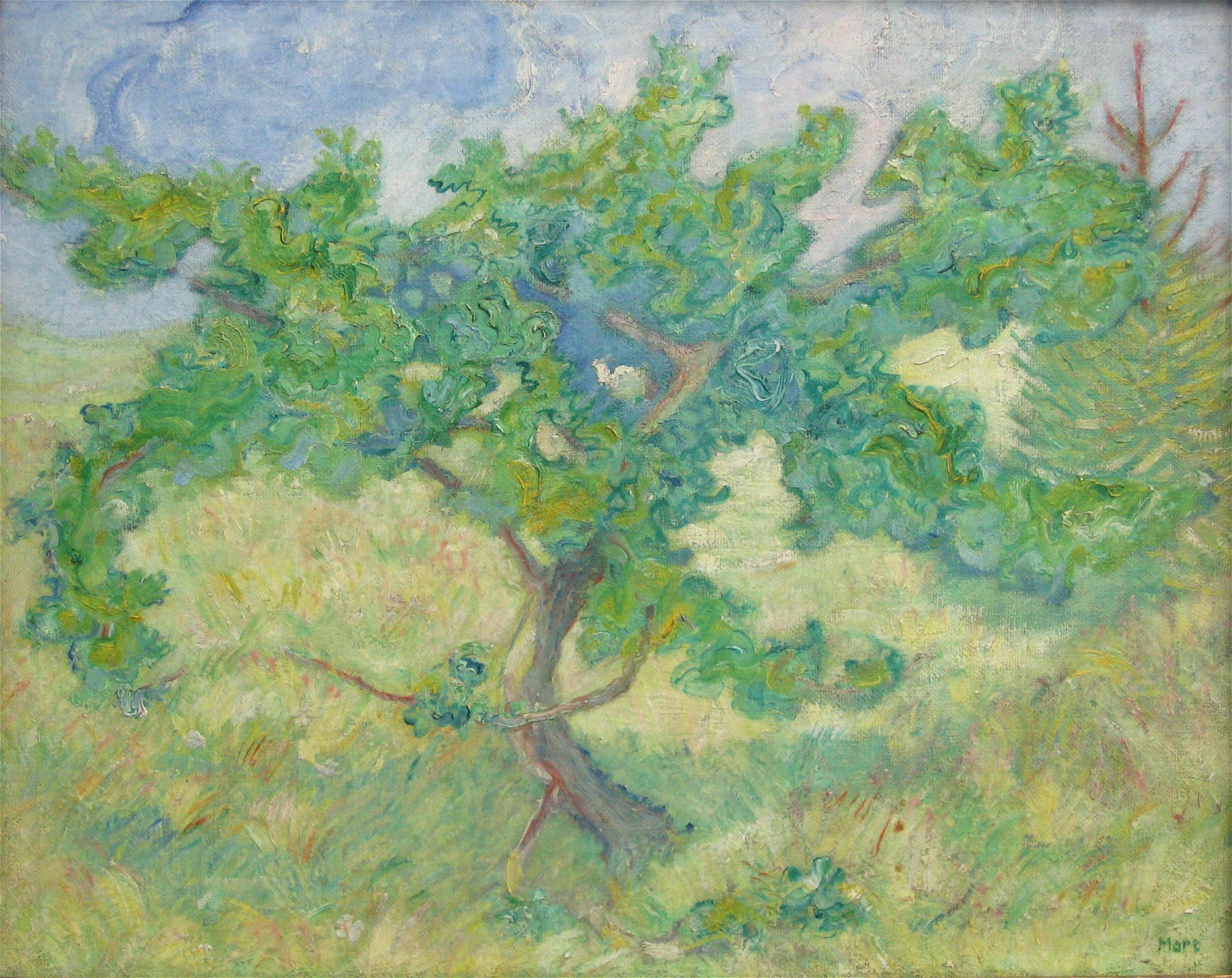
Franz Marc: Eichenbäumchen, 1909

Gemälde Franz Marcs in ähnlichem Stil sind die ebenfalls 1908 entstandene Grüne Studie (Kunsthalle Mannheim)  und das 1909 gemalte Eichenbäumchen (Städtische Galerie im Lenbachhaus, München).